# Adelândia
Adelândia este un oraș în Goiás (GO), Brazilia.